# Raymond Hatton
Raymond William Hatton (7 de julho de 1887 – 21 de outubro de 1971) foi um ator de cinema norte-americano, que apareceu em quase quinhentos filmes, ativo durante a era do cinema mudo, atuando em comédias da década de 1920, com Wallace Beery.
Hatton teve uma carreira bem-sucedida do cinema mudo, a sua carreira em breve derrapou durante a era falada, e ele geralmente atuou em papéis coadjuvantes menores.
Ele também apareceu na série de TV, Adventures of Superman.
Hatton tem uma estrela na Calçada da Fama de Hollywood, em 1708 Vine Street.